# Olivia Barash
Olivia Barash (* 11. Januar 1965 in Miami, Florida, Vereinigte Staaten) ist eine US-amerikanische Schauspielerin, die besonders für ihre Rolle der Sylvia Webb in der Fernsehserie Unsere kleine Farm bekannt wurde.

## Leben und Karriere

### Frühes Leben und erste Auftritte
Barash wurde am 11. Januar 1965 in Miami, Florida, geboren. Sie wuchs in New York City auf und begann im Alter von 11 Jahren mit der professionellen Schauspielerei. Während ihrer frühen Jahre als Schauspielerin, Sängerin und Tänzerin in klassischen Musicals auf der Bühne in New York spielte sie die Hauptrolle als „Baby June“ in Gypsy mit Angela Lansbury. Sie war die erste Kinderschauspielerin, die den New York Critic’s Circle Award gewann. Als Teenager zog sie mit ihrer Familie nach Hollywood, besuchte die Palisades High School in Pacific Palisades, Kalifornien und machte 1982 ihren Abschluss.
Barash trat in der Pilotfolge von Der unglaubliche Hulk auf und ahmte die berühmte „Blumenmädchen“-Szene aus James Whales Frankensteins Braut nach. In dieser Version freundet sie sich mit dem Hulk an, aber ihre Freundschaft wird durch ihren Jägervater unterbrochen, der mit einem Gewehr auf den Hulk schießt, woraufhin der Hulk ihn mehrere hundert Meter weit in einen nahegelegenen See schleudert. Barash trat auch als Gast in zwei Episoden von Mary Hartman, Mary Hartman im Jahr 1977 auf, und wurde 1978 in einer Hauptrolle in der Sitcom In the Beginning besetzt, in der es um einen konservativen katholischen Priester und eine liberale, sozialbewusste Nonne geht, die eine Mission in Baltimore übernimmt. Die Serie lief auf CBS nur in fünf Episoden, obwohl insgesamt neun Episoden gedreht wurden, bevor die Serie abgesetzt wurde. Im selben Jahr spielte sie in dem Walt-Disney-Fernsehfilm Child of Glass mit, in dem sie den Geist eines jungen Mädchens darstellte, das während der Antebellum-Ära ermordet wurde.

### Späte Karriere
1984 trat Barash in Repo Man auf, in dem sie eine Nebenrolle als UFO-Kultistin spielte. Im folgenden Jahr trat sie neben Robert Downey Jr., James Spader und Kim Richards in dem Teenagerdrama Tuff Turf (1985) auf. Im Jahr 1987 hatte Barash eine wichtige Nebenrolle in der Fernsehserie Fame, in der sie Maxie Sharp spielte. 1988 hatte sie eine Nebenrolle in Paul Schraders Biopic Patty Hearst.
Im Jahr 1990 besetzte Oliver Stone Barash in The Doors, in dem sie eine Folksängerin auf dem Sunset Strip porträtierte, die ihren Originalsong Who’s Walking Away aufführte, der als It’s True You Boys Music (BMI) veröffentlicht wurde.
Barash unterschrieb 1992 als Songwriterin/Künstlerin bei Warner Chappell Music. In den Neunzigern und bis in dieses Jahrhundert hinein verlagerte sich ihr Schwerpunkt auf die Aufnahme und Wiedergabe ihrer Musik.

## Filmografie (Auswahl)
- 1970: A World Apart (Fernsehserie)
- 1971: The Secret Storm (Fernsehserie, 3 Folgen)
- 1977: Mary Hartman, Mary Hartman (Fernsehserie, 2 Folgen)
- 1977: Der unglaubliche Hulk (The Incredible Hulk, Fernsehserie, 1 Folge)
- 1978: At the Beginning (Fernsehserie, 9 Folgen)
- 1979: Out of the Blue (Fernsehserie, 10 Folgen)
- 1981: Unsere kleine Farm (Little House on the Prairie, Fernsehserie, 2 Folgen)
- 1983: One Day at a Time (Fernsehserie, 1 Folge)
- 1984: Spencer (Fernsehserie, 1 Folge)
- 1987: Fame – Der Weg zum Ruhm (Fame, Fernsehserie, 13 Folgen)
- 1989: Dr. Alien
- 1989: 21 Jump Street – Tatort Klassenzimmer (21 Jump Street, Fernsehserie, 1 Folge)
- 2009: Repo Chick
- 2013: Blue Dream